# Annamária Vicsek
Annamária Vicsek, serb. Anamarija Viček, cyr. Анамарија Вичек (ur. 9 lutego 1973 w Suboticy) – serbska pedagożka i polityczka narodowości węgierskiej, posłanka do Zgromadzenia Narodowego, sekretarz stanu w resorcie edukacji (2016–2020, od 2020), węgierska posłanka do Parlamentu Europejskiego X kadencji.

## Życiorys
Szkoliła się w kolegium nauczycielskim kształcenia specjalnego w Budapeszcie (BGGyTF). Została następnie absolwentką pedagogiki na Uniwersytecie Loránda Eötvösa. W 2008 jej dyplom magisterski nostryfikowano na Uniwersytecie w Nowym Sadzie. Specjalistka w zakresie pedagogiki specjalnej i logopedii, autorka podręczników dla nauczycieli w tej tematyce. Przez dwanaście lat pracowała w placówkach oświatowych w węgierskiej stolicy. Od 2007 zawodowo związana z instytutem pedagogicznym Wojwodiny w Nowym Sadzie. W 2010 została dyrektorką działu rozwoju tej instytucji.
Działaczka Związku Węgrów Wojwodiny, objęła funkcję wiceprzewodniczącej tego ugrupowania. W latach 2014–2016 sprawowała mandat posłanki do Zgromadzenia Narodowego. Od września 2016 do lipca 2020 pełniła funkcję sekretarza stanu w ministerstwie edukacji, nauki i rozwoju technologicznego. W 2020 ponownie wybrana do serbskiego parlamentu. W listopadzie 2020 powróciła na stanowisko sekretarza stanu w resorcie edukacji. W 2024 z ramienia Fideszu uzyskała mandat posłanki do Europarlamentu X kadencji.